# Damir Markota
Damir Markota Omerhodžić, surnommé Šveđo (né le 26 décembre 1985, à Sarajevo, dans la République socialiste de Bosnie-Herzégovine), est un joueur croate de basket-ball, évoluant aux postes d'ailier et d'ailier fort.

## Carrière
Damir Markota, né dans la République socialiste de Bosnie-Herzégovine en Yougoslavie, fuit la Bosnie durant la guerre avec sa famille qui part s'installer en Suède, où il commence à pratiquer le basket-ball. Il joue avec Maciej Lampe à Stockholm, avant de revenir en Croatie à l'âge de 14 ans. Markota est recruté par le Cibona Zagreb, mais il est prêté dans la foulée à Zabok et à Karlovac Šanac jusqu'en 2002-2003. Il détient donc la nationalité croate, ainsi que la nationalité suédoise. Il décline l'offre de la fédération suédoise d'évoluer sous les couleurs de la sélection suédoise.
Markota envisage de se porter candidat à la draft 2004, mais retire son nom de la liste. Il est convoqué peu après en équipe de Croatie, et décide de changer en 2005 son nom en “Markota” (le nom de jeune fille de sa mère).
Il est sélectionné lors de la draft 2006 par les Spurs de San Antonio au 59e rang, puis est immédiatement transféré aux Bucks de Milwaukee. En février 2007, les Bucks envoient Markota aux Tulsa 66ers en NBA Development League, afin de lui offrir du temps de jeu pour s'améliorer.
Le 7 septembre 2006, Markota est évincé par les Bucks, et rejoint l'équipe russe du Spartak Saint-Pétersbourg pour un contrat de deux ans. Cependant, début 2008, il quitte Saint-Pétersbourg pour rejoindre le Žalgiris Kaunas.
Le 14 août 2008, Damir Markota est recruté par le Cibona Zagreb, revenant dans l'équipe dans laquelle il évoluait étant jeune, mais après une série de contre-performances due à une blessure au genou, il est suspendu après une altercation avec son entraîneur.
Le 28 octobre 2008, Menorca annonce le recrutement de Markota,. En janvier 2009, il rejoint Bilbao.
Le 1er septembre 2010, il signe un contrat d'un an avec l'Union Olimpija. Fin 2011, l'Union Olimpija est en difficulté pour payer les salaires de ses joueurs et Markota signe au KK Zagreb. En août 2012, il signe avec le Beşiktaş JK. Puis en septembre 2013, Markota, après avoir joué le championnat d'Europe 2013, signe avec Brose Baskets, club de première division allemand pour un contrat de trois mois pour pallier la blessure de Novica Veličković,. En novembre, il retourne au Bilbao Basket jusqu'à la fin de la saison.

### Note
- (en) Cet article est partiellement ou en totalité issu de l’article de Wikipédia en anglais intitulé « Damir Markota » (voir la liste des auteurs).